# Phoracantha punctata
Phoracantha punctata là một loài côn trùng thuộc họ Cerambycinae bản địa Úc.

## Hình ảnh

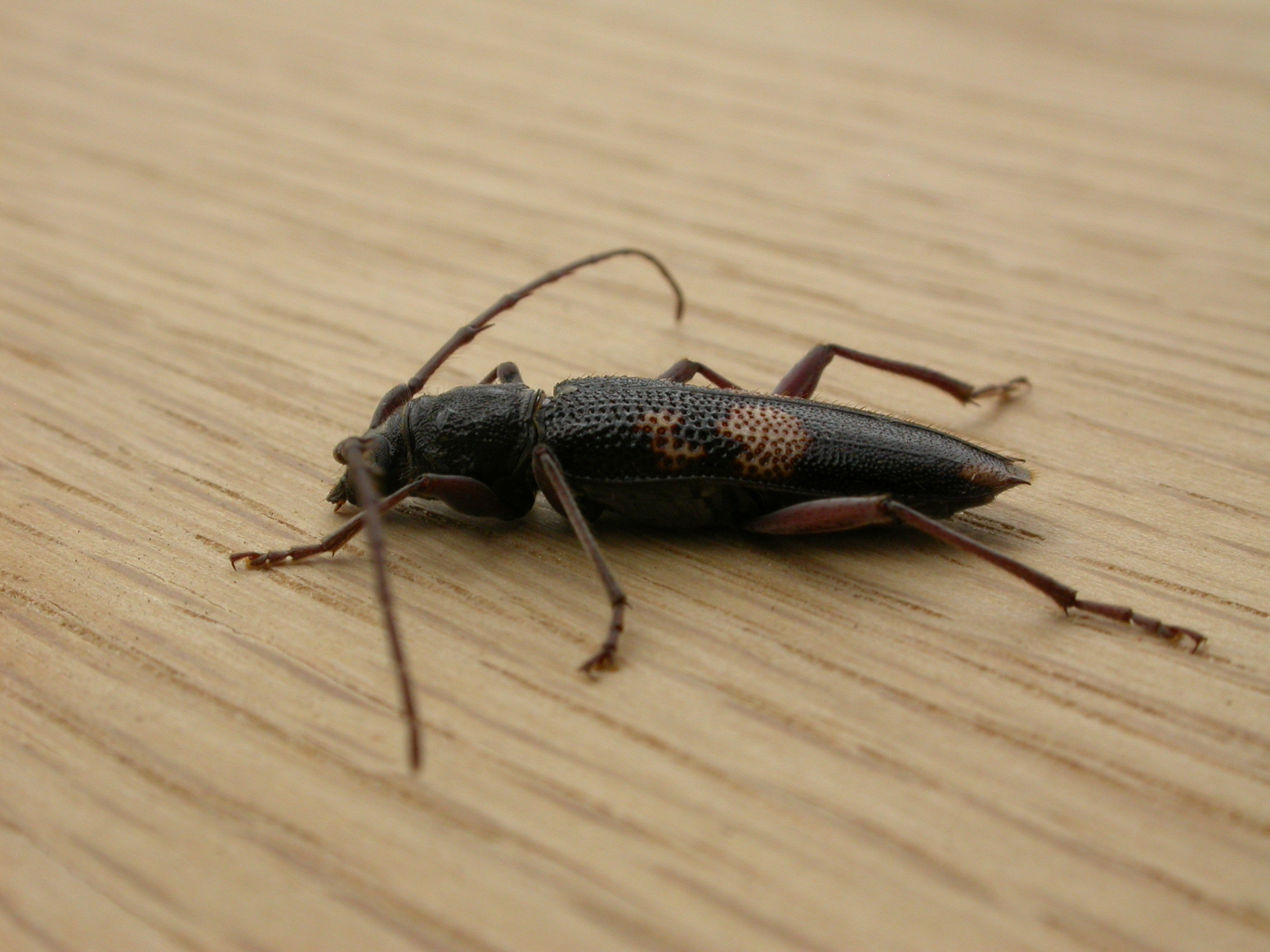
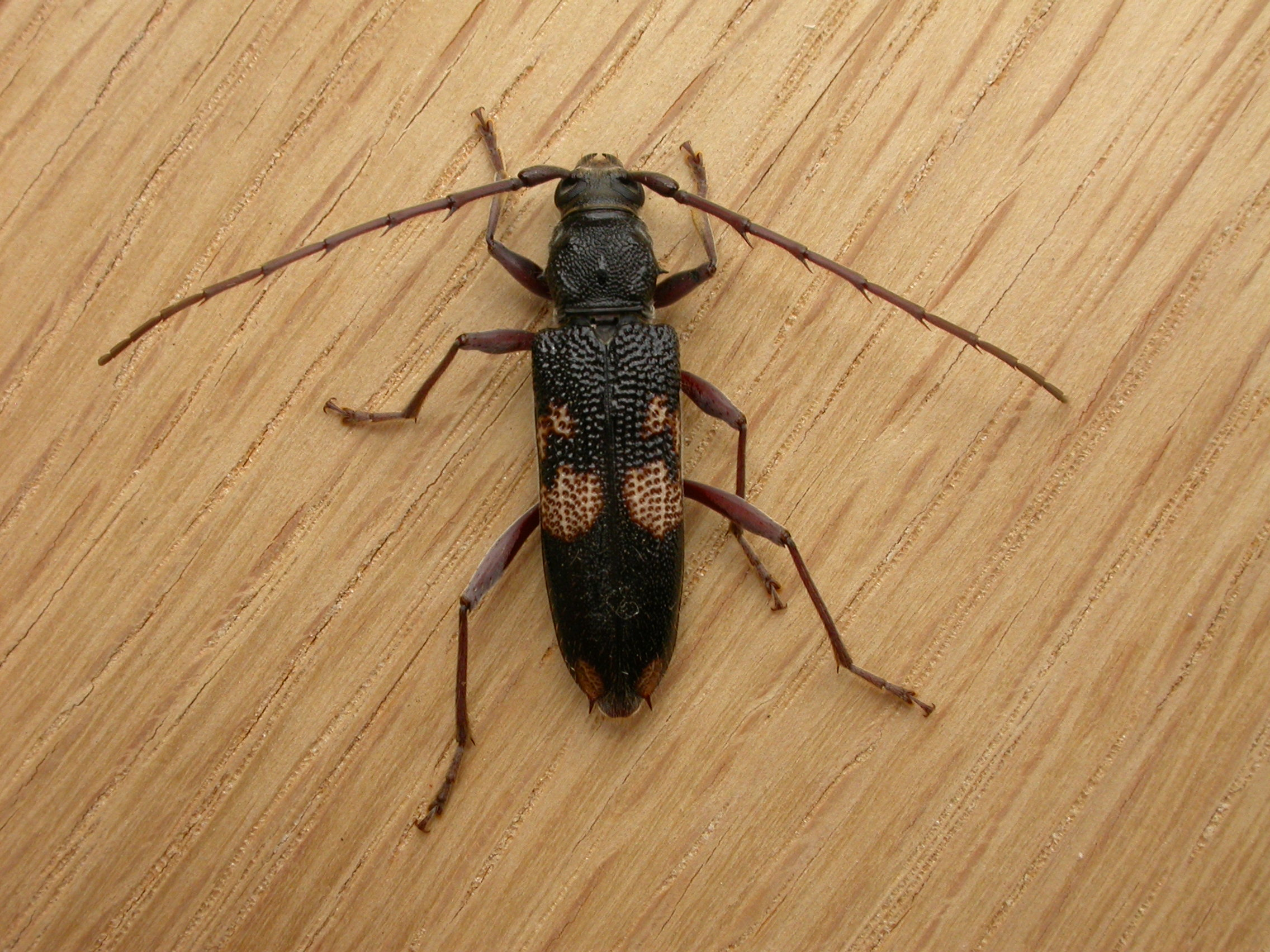

## Mô tả
Con đực có kích thước 12–16 mm còn con cái có kích thước 14–27 mm. Chúng có màu từ nâu đỏ tối đến nâu tối.